# 케이플턴
클리프턴 조지 베일리 3세(Clifton George Bailey III, 1967년 4월 13일 ~ )는 예명 케이플턴(Capleton)으로 잘 알려진 자메이카의 레게 가수이다.